# Netwerk Algemene en Kwantitatieve Economie
Het Netwerk Algemene en Kwantitatieve Economie (beter bekend onder het acroniem NAKE) is een samenwerkingsverband van verschillende Nederlandse economie-faculteiten. 
Het NAKE ontstond in 1991 door samenvoeging van het Netwerk Algemene Economie en het Netwerk Kwantitatieve Economie. 
Oorspronkelijk namen alle Nederlandse economie-faculteiten deel aan het netwerk. In 2005 echter verlieten de Universiteit van Amsterdam, de Vrije Universiteit en de Erasmus Universiteit, die samenwerken in het Tinbergen Instituut, het netwerk.
Het netwerk biedt een post-doctorale opleiding in de economie en de econometrie (kwantitatieve economie) aan. De colleges van deze opleiding worden anno 2005 gegeven op de campus van het University College Utrecht.
Directeur van het NAKE was prof. dr. Jenny Ligthart (overleden op 21 november 2012).